# Castelo de Vide Kommune
Castelo de Vide Kommune er en kommune i distriktet Viseu, Portugal. Kommunen har et areal 264,9 km² og et indbyggertal på 3.748 pr. 2006.  
39°25′N 7°27′V / 39.42°N 7.45°V